# NGC 1894
NGC 1894 (другое обозначение — ESO 56-SC89) — рассеянное скопление в созвездии Золотой Рыбы, расположенное в Большом Магеллановом Облаке. Открыто Джеймсом Данлопом в 1826 году. Описание Дрейера: «тусклый, довольно крупный объект, более яркий в середине, пёстрый, но детали неразличимы, содержит звезду». В прошлом считалось, что Данлоп не наблюдал это скопление и что его первооткрывателем был Джон Гершель.
NGC 1894 образует гравитационно связанную пару со скоплением SL 341, скопления разделены расстоянием не менее 20 парсек. Возраст обеих скоплений составляет 50—60 миллионов лет.
Этот объект входит в число перечисленных в оригинальной редакции «Нового общего каталога».